# Arma Christi (album)
Arma Christi è il primo album in studio del gruppo musicale Urgehal, pubblicato il 1997.

## Tracce
1. Blood Hunt – 3:46
2. The Night Armageddon Comes – 8:27
3. Embraced by Cold – 7:21
4. The Eternal Eclipse – 5:46
5. Conjuring the Hordes of Blasphemy – 5:13
6. Maatte blodet flomme – 4:38
7. Evocation of the Satanic Ascendancy – 6:22
8. Dethronation of God – 5:47

## Formazione
- Trondr Nefas - voce, chitarra
- Chiron - basso
- Ensifer - chitarra, batteria